# 合法都市
『合法都市』（ごうほうとし）は、東條仁による日本の漫画作品。『週刊ヤングジャンプ』（集英社）2008年48号から2010年15号まで連載。石油王により支配される街を舞台に、潜入捜査を遂行する刑事の孤独な戦いを描いたアクション・ハードボイルド漫画。

## あらすじ
日本の片田舎にあるどこにでもあるような小さな町に10年前、大規模な油田が発見された。発見者の名は盤流源一郎。彼は莫大なオイルマネーを手にし、死にかけの町にそのオイルマネーを投資し復興させ、その町を「盤流市」と名付け、絶対者として君臨するようになる。彼は巨大な石油会社「バンリュー石油」を創設し、会長として君臨し、バンリュー石油の恩恵を受けた街は24時間街の灯りが消えない、あらゆる人々の欲望に応える天国以上の楽園と化した。しかし、その煌びやかな街の魅力に惹き付けられた者達により街の秩序が荒らされないよう、無法者にはバンリュー石油による鉄槌が下されることとなり、その執行のためにバンリュー石油の社員には絶大な権力が与えられることとなった。彼ら社員には超法規的に無法者を逮捕、場合によっては処刑する権限までもが与えられ、盤流市においては何をしても「合法」とされた。そんなバンリュー石油によって支配される街はいつしか「バンリュー石油の人間は何をしても合法とされる都市」として「合法都市」と呼ばれるようになった……。盤流により、殺人までもが合法とされる都市……そのような街を見過ごす訳にはいくまいと、警視庁特捜部から1人の敏腕刑事が合法都市に潜入捜査を命じられる。彼の名は遠藤優介。遠藤は正当防衛で射殺した凶悪殺人犯・寺沢准一に整形して成りすまし、盤流を検挙するべく孤独な戦いの中に身を投じていくことになる……。

## 登場人物

### バンリュー石油
遠藤 優介（えんどう ゆうすけ）/寺沢
本編の主人公。警視庁特捜部所属の敏腕刑事。推定年齢は20代後半位。きりっとした整った目鼻立ちにオールバックのいかにも刑事といった顔つきの青年。銃・逮捕術・格闘術に優れ、特に銃については百発百中の腕前を誇る。警棒術に関しても、最終的には日本刀を持った佐分を取り押さえるほどの腕前を持つ。山地など高圧的な態度を取る相手にはよく頭突きをくらわす。
正義感が強く弟思いの優しい性格だが、正義の為ならば汚い手段に訴えなければならない事も理解しており、汚い姿は見せられまいと弟の優也には内緒のまま盤流市への潜入を決めた。白と黒の2丁の拳銃を所持し、白い銃には塗料を仕込んだ模擬弾が入っており、盤流に発見された警察官を殺したように見せかけて街の外に逃がす為に使用している。任務上、殺人を犯してしまう事もあるが、無益な殺生は好まないため、止むを得ない場合以外の殺人は行わない。
かつて自分が逮捕し、後に脱獄した寺沢准一に司法取引を持ちかけ、無期懲役から国外追放に減刑し、自らは寺沢に成りすまして潜入をしようと試みる。しかし、寺沢が土壇場で協定を破り、遠藤を殺そうとした為やむなく射殺。その後、顔を整形して寺沢に成り代わり、バンリュー石油の警備二課に配属される。
任務への使命感と、犯罪者上がりの同僚達への軽蔑から、滝以外の人間とは決して関わろうとはせず、常に一匹狼として2年間社内での業績を上げていった。刑事である優也を始末した（様に見せかけて街の外に逃がした）功績から警備二課課長へと出世する。盤流や直属の上司である波布川からの評価は高いが、部下で同期の膳場とは顔を合わすたびに喧嘩するほど仲は険悪。また、膳場の部下をかつて任務中に正当防衛とはいえ殺害してしまった為、部下達の中にもよく思っていない者は多い。
同僚の中でも欲が無く、素直で誠実な滝にだけは心を開いていたが、警察官だという事がばれてしまい、自分を殺そうとした滝を銃撃戦の末射殺してしまい、その事が遠藤の心に大きな傷を残すことになる。
盤流とは何度か直接会っており、その実力には太鼓判を押されており、また非常に「使える男」と思われている。「警察官であろうが関係なく既に自分の手中にある」と盤流は彼を評価している。
かつて同僚の女刑事と婚約関係にあり、彼女の盤流市への1年間の潜入捜査が終わった後に結婚する予定であった。しかし、彼女が潜入に失敗して惨殺されたことから、代わりに任務を完遂する為に盤流市への潜入を決めた。
寺沢 准一（てらさわ じゅんいち）
長い黒髪にホストのような風貌をした男。整った顔立ちをしているが、性格は欲張りで卑劣。マッチ棒を咥える癖があったようで、これは寺沢に成りすましている遠藤も倣っている。元は銃の密売人で、仕事上のトラブルから取引相手3人を射殺し、遠藤に逮捕され無期懲役囚となった凶悪犯。
後に仲間の手を借りて脱獄し、拳銃の腕前とコネでバンリュー石油への入社が決まった。後に遠藤に発見され、その際に遠藤から司法取引として、潜入の為に自分に成り済まして入社する代わりに無期懲役から国外への永久追放へと減刑するという話を持ちかけられた。最初は従ったが、フィリピンへの追放の日になって遠藤を裏切り、彼の首を手土産に差し出そうとしたものの、返り討ちにあい射殺された。
カラレーヴァと面識があり、大勢いる愛人の中の1人だった。カラレーヴァからは「犬のように媚びて来る目」が気に入られていた模様。
以下の文章では基本的に「寺沢」を「寺沢に成りすました遠藤」の事として扱う。
盤流 源一郎（ばんりゅう げんいちろう）
バンリュー石油の会長であり合法都市を作り上げた筋骨隆々のスキンヘッドの男。51歳。10年前、後の盤流市になる死にかけの町において大規模な油田を発掘し、それにより得た莫大な富を元手に盤流市を作り上げた。盤流市においては絶対的な権力を振るっており、彼の指示1つで全ての事は合法になると言われているほどである。また、社員の昇進も彼の裁量1つであり、彼に面会して人となりを知ってもらうという「顔合わせ」で気に入られなければ昇進を取り消される事もあるという。一人称は「ワシ」。
冷酷非情な独裁者ではあるが、掴み所の無い性格をしており、偉ぶる様な態度を取る事もなく頭も切れる。人を見る目は鋭く、その人間を見ればどのような人物かが大体は分かるという。また、環境保護に対しては独特の考え方を持っており、石油の使用を悪く言う偽善的なエコロジーを嫌っている。
寺沢の顔合わせの際に、山地の始末を命令し、その際に寺沢が早々に山地を始末しないのを見て彼に失望するも、その時山地を代わりに始末した佐分に激昂し、彼と対等に渡り合ったのを見て彼を気に入るようになり、カラレーヴァとの会談では彼1人を同行させ、その人柄も気に入るようになり、オフレコの秘密まで話すようになる。一方で「弾丸ツアー」の際には寺沢が自らに従わなかったことから一度はクビ にしようとしたり、解決後には寺沢に対して（褒賞の意もあるが）罰則の意を込めたディープキスをしたこともある。
気絶した少年ギャングの首の骨を砕いて殺害するなど冷酷非情で容赦ない独裁者の面がある一方、基本的にはひょうきんでお喋り好き、若い女性に目がないなど茶目っ気がある模様。狩りやバカンスのみならず、危険な状況に身を置いてトラブルを楽しむなどして、心をリフレッシュしたり野性の感覚が衰えないようにしたりと、心底人生を楽しむ愛すべき一面も見られる。
また、南の島で出会った若い女性と遊ぶだけでなく、カラレーヴァからの襲撃に備えるべく脱出の手引きを依頼したり、ソルヴィーノをうまく利用してカラレーヴァを手玉に取り、自分のシナリオどおりに行動させたりと、その頭のキレは寺沢も思わず感心するほど。そして、自身の戦闘力も超人的に高く、手製の弓矢 で一度に複数のギャングを倒したり、弾丸ツアーで一味の一人を手斧で一撃のもとに倒したりしている。
誰にでも冷酷非道な訳ではなく、基本的に盤流市民については大事に思っており、市民達の安全の為には金に糸目はつけず、市民の誰かが余所者から傷つけられた際は自分の事のように深く悲しみ、加害者をどんな手段を用いてでも抹殺する。外部から襲撃を受けたりなどして、市民に死傷者が出た際には被害者や遺族へのアフターケアを欠かさない。盤流市内の幼稚園や小学校には頻繁に訪問に行き、子供達の前で蛸の物真似をして笑いを取ったりしており、子供達には慕われている。
彼の持つ独特な魅力やその底知れない実力は多くの潜入目的の捜査官でさえも虜にし、実際彼の魅力に惚れて自ら正体を明かした者もいる。事実寺沢をして「殺すには惜しい男」「並の犯罪者にはないカリスマ性がある」「生まれて初めて対等以上に戦える相手が出来てワクワクする」とまで言わしめている。
盤流市が犯罪者予備軍を引き寄せる為に盤流市が出来てから犯罪率が2割減った為、警察は彼を無期懲役にして刑期短縮をちらつかせながら彼を刑務所の中に閉じ込める事で盤流市の現状を維持する、という筋書きを考えている。

#### 警備部
寺沢 准一（てらさわ じゅんいち）
上記参照。
滝（たき）
寺沢（遠藤）の同僚で警備二課所属。推定年齢は20代後半～30代前半。非常に整った顔立ちをしており、県外には妻子がいる。元は警察を敵に回して生きてきた犯罪者だが、そうとは思えないほど性格は無欲で誠実。また社交的で人当たりもよく、寺沢と膳場のトラブルをいつも仲裁するなど、仲間内からは非常に頼りにされている模様。かつて親に捨てられた過去から家族や仲間というものに憧れており、その人柄から膳場や他の仲間のみならず寺沢も心を開いている。寺沢とは互いに一番の親友だと思っており、また彼の実力に対する憧れも持っている。
ヒラ社員とはいえ、その実力は高く、特に銃の腕前に関しては寺沢と互角の戦いを繰り広げるほど。格闘能力も寺沢とのコンビネーションで麻薬の売人を一蹴するなどかなりのもの。
バンリュー石油での出世を諦め、街から出ようと決めた矢先、警部の陰謀により黒川を殺害した犯人の濡れ衣を着せられ、始末されそうになる。その際に寺沢の推理で犯人が警部であることが判明し、寺沢と共に警部とその部下を返り討ちにした。しかし、その時の寺沢の様子から彼が警察官であることを見抜き、寺沢は説得して街から逃そうとするものの、妻子と盤流市で暮らす為に寺沢を差し出し、出世の為の手柄にしようという欲が初めて生まれた。初めて持った欲と自分を騙し続けてきた寺沢への怒りから、寺沢と銃撃戦を繰り広げる。寺沢は模擬弾を使って殺さずに街から連れ出そうとするものの、苦戦のあまり模擬弾を撃ち尽くしてしまい、最後の説得を試みるものの、滝は応じず、やむをえなく射殺してしまう。
寺沢の潜入捜査の継続の辻褄合わせの為、ネズミ（裏切り者）の烙印を押されてしまい、そのことから寺沢は心を深く痛める事となる。
膳場（ぜんば）
寺沢の同期で警備部警備二課課長補佐。長身にパンチパーマ、ケツアゴに傷のある強面と犯罪者上がりの警備二課の中でも非常に人相の悪い男。一匹狼で誰にも秘密を明かそうとしない寺沢を目の敵にしており、事あるごとに衝突し、殴り合いもしばしば、時には銃を抜いて撃ち合おうとする事もある。愛銃はマグナム。
しかし、基本的には社交的で人当たりがよく、部下想いで面倒見が良いため警備二課の中では好かれている。また、元課長の黒谷とは非常に仲がよく、彼の口利きで課長補佐に昇進したため、彼の訃報を聞いた時には大粒の涙を流した。
腕は立つが仕事方法が大雑把であり、寺沢や滝にもその面は指摘されていた。また、感情的になると目の前が見えなくなって何をするか分からない危険さを持ち、上司の波布川もその面を懸念していた。黒谷が亡くなった際には課長に昇進した寺沢に殴りかかったりもした。
滝の死後は直接殴りあったりという喧嘩はなくなったが、代わりに寺沢に付きまとって粗を探すといった地味な嫌がらせを続けている。
しかし、弾丸ツアー阻止の任務において、次第に寺沢の実力を純粋に認めるようになり、最終的には和解して、任務においても協力しあう関係になる。
波布川（はぶかわ）
警備部部長であり、寺沢の直属の上司。サングラスにウェーブのかかった髪をしている中年の男。寺沢の能力を非常に高く評価しており、課長に昇進したことも当然のように考えていた。部下に対して偉ぶることもなく、また心構えを諭し、相談にも快く乗り的確なアドバイスをするなど、人柄･能力の面で理想的な上司といえる人物。部下の指導能力に優れており、迅速な判断力と決断力を備えている。
普段は温厚だが、警備部からネズミ（裏切り者）を出すなど非常事態に陥った時などは、気迫のこもった鬼のような形相で徹底的に任務を完遂するように部下に命令し、部下の前で裏切り者に同情しないように釘を刺すなど、猛烈さと冷酷さを併せ持つ人物でもある。特に敵に対しては冷酷で容赦なく、怪しいと思った城土の交渉には応じずに捕らえて尋問しようとしたり、寺沢の知り合いと分かりながらも警察官である珠緒を始末するよう命令したりもした。
しかし、基本的には人情味のある優しい男であるようで、滝を始末した際の金一封を滝の家族の為に使ってくれるよう寺沢から懇願された時にも、盤流から許可を得られるよう尽力するなどした。
黒谷（くろたに）
警備部警備二課の元課長で、寺沢・滝・膳場の世話係。寺沢の課長昇進により平社員に降格になる。その後、自宅マンションから転落死体となって発見される。
当初は降格に絶望した自殺と判断されたが、後に麻薬を売りさばいていたことが判明し、その共犯者である警部ともめた結果、マンションから投げ落とされて殺されたことが分かった。
麻薬を売りさばいていたことのみ警備二課の知る所となり、ネズミの烙印を押されてしまう。
大酒飲みで喧嘩っ早い割に涙もろい性格だったようであり、ガキ大将がそのまま大人になったようだったと滝たちは語っていた。そのためか、部下からは好かれていたようであり、特に膳場との親交は深かった。
小杉（こすぎ）
警備二課の新入り。気弱そうな雰囲気のパンチパーマの男。カメラでの監視を主にしており、仕事での連絡係も主に行っている模様。膳場が寺沢に対してクーデター を起こした時には流れ的に膳場の側についたが、寺沢に対しては従順でありその後心配したりもした。
その正体は、会社内部の情報を外部に流すプロの情報屋である。既に学生時代から情報屋としての活動を始め、前回の弾丸ツアーでも後藤らに情報を流していた。今回のツアーでもカラレーヴァと裏で繋がっており、その際に寺沢が潜入捜査官である事を知った。
カツオ
警備二課所属で膳場の部下。膳場の命令で勇也のみならず寺沢の命までも狙おうとする。坊主頭に傷のある強面であり、ナイフを使った戦法を得意とする。動き･ナイフ捌きと共に優れているが、寺沢とひょんな事からそれに協力した勇也の巧みなコンビネーションにより敗れ、首の骨を折られて半死半生となった。
島田 奈美子（しまだ なみこ）
警備一課所属の女性社員。課に入ってまだ半年の若輩だが、弾丸ツアー事件の追跡にあたって互いの誤認から発生した一課と二課の同士討ちの戦闘時に寺沢と互角に渡り合った。その後、盤流の命令で一課と二課とでツーマンセルのチームを組まされた時、寺沢の一存でパートナーとなる。
久我ら一課の男性社員たちからは、女性が関わる職場ではないとパワハラ同然の扱いを受けるか、体目当てでやさしく言い寄ってこられるかどちらかだった。そのため、当初は寺沢のことも信用しようとしなかったが、男女の隔てなく能力を評価してくれる彼に対して次第に心を開いていく。そして、弾丸ツアー事件の解決後は完全に寺沢を相棒として認めることになる。また、事件の最中には盤流に対して、「家族を虎の餌にされ、自身は水商売に売られる」覚悟を決めた上で寺沢の行動を止めさせなかったことにより、「女だが男前だ」と彼に気に入られ、事件解決後に一課課長に昇進した。
久我（くが）
警備一課の課長。本社に勤める父のコネという典型的な親の七光りによって課長に昇進した。地位を笠に着る偉ぶる態度が目立ち、特に奈美子に対しては「ナメ子」とよんでパワハラ的な罵詈雑言を浴びせる。
弾丸ツアー事件の追跡にあたり、一味のターゲットが自分たちの管轄であるセレブ向けの高級ショップであるため、協力を呼びかける寺沢の意見を聞き入れようとしなかった。一味の追跡にあたっては膳場とコンビを組み、手柄を一番乗りで立てようとするも、逆に一味の戦闘力に圧倒されると言う醜態をさらす。さらに、盤流に意見してクビを宣告された寺沢を嬉々として処刑しようとするが、寺沢の行動を信じようとする膳場に気絶させられる。そして事件解決後、奈美子が一課課長に昇進したことにより平社員に降格されてしまった。
鵜藤（うどう）
警備一課の課長補佐。長身の無骨な風貌の男性。無口で実直な人物だが、要領が悪いのか久我からは「ウドの大木」と呼ばれていた。弾丸ツアー事件の時に初めて登場し、ミニミの迎撃に寺沢や奈美子と共に参戦した。ミニミが徒手空拳で反撃をしてきた時には久我とともに危機に陥るが、そこを奈美子に救われた。ミニミ捕縛後は、奈美子に感謝の言葉をかけていた。

#### 警護課
佐分（さぶり）
バンリュー石油警護課所属で盤流の側近。サングラスをかけた寡黙な青年。2本の日本刀を所持した凄腕の剣士であり、その腕は彼とやり合って生き延びたのは寺沢が初めてであると盤流に言わしめたほど。寺沢が山地を逃がそうとした際に、早く始末しない寺沢に代わり山地を斬殺した。その際に激昂した寺沢とやり合うも引き分ける。
バンリュー石油本社で寺沢と勝負した際には、寺沢の合気道と警棒術の前に劣勢を強いられ敗れる。
盤流から信頼され、彼の外出の際には常に付き添いをしているが、真面目過ぎる性格が面白くないと思われている模様。
首藤（しゅどう）
警護課課長で盤流の側近中の側近。寺沢の戦い方を見て刑事の可能性があることを見抜くなど眼力は相当のもの。普段は盤流市全体の危機管理の指揮をしている。
モニター室のOL
バンリュー石油本社のモニター室（司令室）に勤務するOL。メガネにソバージュの黒髪という風貌の女性。盤流からは「メガネーチャン」と呼ばれている。本名や役職は不明だが、他の社員達とは独立した仕事机をもつなど、部署のリーダーかそれに準ずる重要な役目にいることがうかがえる。弾丸ツアーの時は、市内に侵入しようとする後藤ら一味の姿をいち早く捉えた。また、マスコミによるスキャンダル攻撃の時は、盤流の隣で直接指示を受けるなど、モブキャラクターとしては破格の扱いを受けていた。
OLたち
バンリュー石油本社のモニター室に勤務する女性社員たち。盤流選りすぐりのカワイ子ちゃん（盤流いわく）である。同社の男性社員の間では「会長の喜ばせ隊」と呼ばれ、警備課のような格下の部署では近づくことも許されない高嶺の花である。並みのOLの10倍の給料をもらっており、豪華な社員食堂などの福利厚生施設を利用できるなど、破格の待遇を受けている。盤流からは時々セクハラをされているが、彼女たちはあくまで愛嬌のこもったスキンシップとして好意的に受け止めている。

#### 警邏課
本郷（ほんごう）
警邏課の課長。盤流市に唯一つながる道路に置かれた検問、通称「関所」の警備を担当する。顔に傷の跡のあるいわゆるスカーフェイスの男。弾丸ツアー事件で関所を破りに来た一味の車を迎撃したが、銃撃戦の末に殉職した。

#### 総務部
山地 勉（やまじ つとむ）
バンリュー石油の総務部広報課の情報センター長だが、正体は公安四課の捜査官。肩がぶつかった寺沢に対して見下した高圧的な態度を取ろうとしたり、土下座を迫ったりと、盤流市の欲望に当てられてしまい、捜査官らしからぬ振る舞いをする様になってしまった。
後に潜入捜査官である事がばれてしまい、寺沢がその始末を任される事になる。その際に寺沢が同業者である事を知り、以前の振る舞いを詫びて模擬弾で何とか逃がしてもらう事になったが、寺沢の尾行をしていた佐分に首を斬られ殺害された。

### リドーヴァヤ・インペリア
レジャナーヤ・カラレーヴァ
リドーヴァヤ・インペリアの頭領であり、ロシアン・マフィアのボスでもある女性。左目に眼帯を付けた美女であり、通称「氷の女王」。かつてはカニの密猟で財を成し、日本人相手に商売をしていたため日本語はペラペラである。目的のためにはどんな卑劣な手も厭わない、盤流以上に冷酷非情であり、また強欲な性格である。
1年前の抗争の和解をするために盤流との会談を開催すべく南の島へ降り立つ。しかし和解をするつもりは毛頭なく、本当の目的は盤流を暗殺してバンリュー石油の日本でのシェアを奪う事が目的だった。
本物の寺沢准一と面識があり、数いる愛人の1人だった。寺沢に整形した遠藤を「目が全く違う」といって見破り、正体が警官だとすぐさま気付くなど頭はかなり切れる。
正体を盤流にバラすと言って寺沢に盤流の暗殺を持ちかける。結果的に暗殺を行わなかった寺沢の正体を盤流にバラそうとするが、その際にソルヴィーノの裏切りに気付かされ、盤流に交渉においても完全に手玉に取られるなどして激昂し、結果的に交渉は決裂する。
その後、島のギャングを雇い盤流の暗殺を企むが失敗に終わり、バンリュー石油との全面戦争に着手する。
ソルヴィーノ
カラレーヴァの秘書でありリドーヴァヤ・インペリアでは一番の美女だが、その正体はCIAのスパイである。盤流にカラレーヴァの暗殺を持ちかけるも結果的に自分の正体をカラレーヴァの前でバラされてしまい、激昂したカラレーヴァに射殺される。
なお、カラレーヴァに射殺される前に命乞いをしたコマがあったが、そこで彼女が言ったロシア語のせりふに誤りがあったが、これは彼女の出自とは無関係のようである。

### 弾丸ツアー一味
後藤勇機(ごとう ゆうき)
別名「強盗後藤」。今回の弾丸ツアーの首謀者。6歳の時におもちゃのピストルで強盗を働いたという逸話がある程の「筋金入りの強盗」。一味を率いて同時多発で強盗を行い、目的を果たせばすぐに撤収するという手口を用いる。
今回の事件では子どもたちを人質に取ってバスジャックをして浄水場に立てこもり、身代金と逃走ルートの確保を要求。この時、仲間二人を倒した寺沢を「いつか復讐するため顔を見たい」と交渉人に指名している。
その真の狙いは、盤流から賞金首として狙われることから逃れるために、自らの死を擬装することであった。煙幕を張ってバスの直下のマンホールから地下水道に脱出、時限装置でバスを爆破し、小杉の手引きで市外へ逃れる計画だった。この時、子どもたちを人質にとったのは爆破後に死体の判別を困難にすることが目的で、単にさらいやすさから選んだものである。
まんまと浄水場の一角に逃れて小杉の用意した自動車で逃走しようとしたが、手動の爆破スイッチを持ちながら、時限装置付きの爆弾を仕掛けていたことに気づいた寺沢に目論見を看破され、先回りされて対峙することになり、上記の狙いを白状する。そこに現れた盤流に囚われるも、自分に逆らった寺沢に怒る盤流は寺沢に殺し合いの決闘を命じたため一対一の肉弾戦を展開。結局寺沢にのされ、ツアーを裏で手引きした黒幕を白状させるために生かして捕らえられた。
ジャンパー
身軽な装備と、鍛えあげられた体操選手のような体をもつ男。本名は不明。道路などを使わず、ビルの屋上づたいにジャンプで移動して強盗をして回るため、この通り名がついた。その驚異的な身体能力で空中を飛びまわって敵に狙いを付けさせず、逆に変幻自在の銃撃を繰り出してくる。本人曰く「プロの弾丸でもかわせる」とのこと。所詮ヤクザやゴロツキレベルの相手の戦闘経験しかない久我や膳場を圧倒し、何人もの警備課員を負傷に追い込んだが、寺沢に互角以上に渡り合われた上、奈美子のジャンプの着地点を狙った見越し射撃を食らって重傷を負う。さらに市民を人質にとり、電線づたいに逃亡しようとしたがここでも寺沢に上をいかれて路上の車の屋根に落とされ失神、捕縛された。
ミニミ
全身を強固な防弾装備で固めた大男。本名は不明。通り名の由来である機関銃、ミニミを使い、圧倒的な防御力と火力で店舗と周辺を巻き込み破壊、蹂躙し、金品を奪い取っていく。あらゆる防犯設備も彼の破壊の前には意味をなさない。顔も防弾マスクで覆っているため、素顔はわからない。その火力は寺沢ら警備課の面々を大苦戦に陥らせるが、機動力がない特性を突かれて動きを封じられ武器と人質を奪われた。それでも徒手空拳で猛烈な反撃をするが、寺沢が久我への嫌がらせに用意していたからしを唯一の防御上の弱点である口に突っ込まれて悶絶、捕縛された。
マチューテ
弾丸ツアー一味では唯一の女性。本名は不明。その通り名の如く、二刀流でマチューテを振り回す。警備課員数人に囲まれて機関銃を撃たれながら、銃弾を全て刀で弾き返すほどの使い手。だが、盤流の斧で腰から下を両断され、あっけなく倒された。

### 警察関係者
城土 明夫（きど あきお）
遠藤優介の上司で警視庁の武器保管室の室長。定年間際の老人だが、遠藤に「知識・経験・技術のどれをとっても最高の刑事」と言わしめるほどの凄腕の刑事。遠藤に刑事・捜査官としての技術を叩き込んだ遠藤の師匠でもある。警備課数人を相手に丸腰でねじ伏せ、銃を奪って返り討ちにし、遠藤との実戦では投げ飛ばした上に持っていた銃を一瞬でバラバラにするなど凄まじい格闘能力を持つ。刑事だけでなくSAT隊員の経験もあることから潜入術や心理戦を仕掛ける技術は凄まじく、銃の腕も立ち、記憶力にも優れ、また寺沢に整形した遠藤を瞬時に発見するなど観察力も高い。トラップ作りにも長けており、警備課全滅の為に潜入した廃ビルに無数のトラップを仕掛けていた。また、遠藤の持つペイント弾の開発者でもある。
かつて自分が逮捕した未成年の犯罪者に逆恨みされて妻と警察官だった2人の息子 を殺され、更に遠藤など自分を慕う若い刑事を陰ながら支え、上司と衝突して来た事からキャリアの上司ともめて、本部長クラスの実績がありながら武器保管室に島流しにされてしまう。これらの悲劇から、せめて多くを失った埋め合わせが欲しいと望み、自分のキャリアを活かせ、豊かな暮らしのできる盤流市での永住を図る。その為に盤流への手土産として遠藤を除く捜査官のファイルを持ち出し盤流市に侵入する。婚約者を失った遠藤を悲しみの共有できる唯一の同志と考えており、彼と共に生きるために接近した。
一度は遠藤の説得に成功しかけたものの、珠緒の言葉で使命を思い出した遠藤と決裂し、単独で盤流との交渉を図ろうとする。それを阻止しようとする遠藤と交戦するも、技術以外の体力やスピード・パワーで上回る遠藤に次第に劣勢を強いられ、最後は油断した隙に右肩に銃弾を受け、ペイント弾を撃ち込まれ敗れる。その後気絶したまま盤流市の外へと運ばれた。
数々の悲劇に見舞われながらも刑事としての生き様を見せてくれた事に遠藤は感謝しており、盤流を検挙することを誓いながら遠藤は彼を見送った。
赤瀬 珠緒（あかせ たまお）
警察学校の女子学生で、城土を盤流市から連れ出す任務を受けて寺沢のバックアップをするために盤流市に潜入した。そのため寺沢の正体を知っている。お世辞にも優秀とは言いがたく、基本的な警察官としての知識や技術はあるものの、遠藤の正体を膳場にうっかりばらしかけたり、強盗につかまって人質にされたときに勝手に動いて状況を悪化させたりとそそっかしい行動が多い。そのためか基本的に女性に対して紳士的な寺沢に何度も頭を叩かれたり、頬を引っ張られたり、馬鹿扱いされたりしている。ぶたれた際に「うにゃっ」や「ほげっ」と言うことが多い。寺沢を本名の「遠藤」とうっかり言ってしまわないように、彼を「せんぱい」と呼ぶ。
かつて警察官をしていた憧れの従兄を殉職により失った過去を持ち、その正義を引き継ぐために警察官を目指すことに決めた。その事から城土に同情する寺沢を叱ったり、城土にそそのかされかけた寺沢の目を覚ますのに一役買っている。
城土を捕まえるために寺沢に無断で街に繰り出し、城土に捕らえられ人質にされるも寺沢に救出され市外まで逃がしてもらった。その後婦警となり、いつか寺沢に成長した姿を見せることを目指している様が描かれている。
あだ名を付けるのが得意なのか、膳場を「ケツアゴさん」、波布川を「モジャメガネ」と呼んでいた。
遠藤 勇也（えんどう ゆうや）
遠藤優介の弟で刑事。寺沢に殺された兄の敵を討つ為に盤流市に潜入するも警備二課に拘束される。その時不意を突いて寺沢を人質にして逃亡し、寺沢を生きたまま逮捕しようとする。その際に放たれた刺客を、同時に命を狙われた寺沢と共に撃退。一度は寺沢を信じ、彼の銃を彼に渡すも、裏切られ頭を撃たれる。その後、彼に放たれたのが塗料の入った模擬弾である事が分かり、同時に寺沢の正体が兄の優介である事も知る事になった。
優介の事を心底尊敬しており、常に正義感が強く頭が固い所をたしなめられていた模様。
刑事としての逮捕術・格闘術はかなりのものであり、多くの技術は優介から教わったものである。
タミヤ
産廃業者で寺沢（遠藤）の協力者。彼に何らかの借りがある模様。遠藤が模擬弾で殺したように見せかけた侵入者を街の外に運び出す仕事をしている。
唐橋（からはし）
盤流市に潜り込んでいる捜査官で寺沢（遠藤）の同僚。普段はバーのバーテンダーに扮している。慎重な性格が功を奏し、5年間も潜入を続ける事に成功している。
言い間違いのリスクを無くすため慎重を期しているのか、遠藤の正体を知りながらも彼を「寺沢」と呼んでいる。

### その他
警部
本名不明。盤流市の警察署の警部で禿頭の中年男。一見すると冴えない男だが、実は武道の有段者であり、その腕前は相当なもの。余所者から押収した麻薬を黒谷と共謀して売りさばいていたが、利益の配分を巡り争った末に彼をベランダから投げ落として殺害した。その罪を滝に着せようと寺沢を騙し、滝を殺させようとする。最初は上手く騙す事が出来たが、不自然な言動を寺沢に見破られる。その際に得意の武道で一旦は寺沢を拘束し、滝もろとも彼を殺害しようとするも、寺沢の機転により不意をつかれ、寺沢・滝により部下もろとも射殺された。
盤流市では全国の問題警官を配置させており、その事で犯罪者上がりの社員から見下される事が多く、その事に対して不満を募らせていた。
「ヴァンダム」の店長
市街にある店、「ヴァンダム」の店長。この店は表向きはトイガンを主に扱う玩具店だが、隠し扉の奥に射撃場があり、寺沢ら警備課のメンバーが練習場所にしている。また、警備課の武器の補給・整備を請け負う業者でもあり、弾丸ツアーの際には課員達に大量の武器・弾薬を渡していた。
彼自身は二十代ぐらいの風貌の若者で、店の常連である寺沢らとも懇意にしている。黒谷の自殺騒動の時、彼が行きつけの店には必ず置いていたという酒のボトルを、「自分は酒は飲めないから」と寺沢と滝に委ねていた。
「取立屋」の兄弟
盤流市で喫茶店を開いている娘の父親が抱えている借金を取り立てるためにやってきた。兄の方は長髪を纏め、髭をたくわえた風貌で、弟は軽そうな見かけどおり、調子のいいだけの無能な男である。寺沢を警備課員と知らずに接近し、市の状況を探ろうとする。二人共寺沢の手によって始末されそうになるが、兄の方の弟だけでも救おうとする想いに共感した寺沢によって、兄が両足を撃ちぬかれただけで命を助けられた。

## 用語

### 盤流市
かつては何の町おこしの目玉も無い地方都市。財政は困窮し、ただ破綻を待つだけの街だったが、盤流の油田発見と開発により蘇る。その際に住民投票により「盤流市」という名前になった。歓楽施設や宿泊施設が完備され、街の明かりは24時間消えないほどに栄えている。物価は安く、ガソリンは無料であり、盤流の肩代わりと言う形で税金もタダ、事業を始めるにもバンリュー石油が援助を行うなど、住民は様々な恩恵を受けられる様になっている。住民の多くは前科持ちや多重債務者であり、全国を逃げ回った挙句、逃げ延びてきた者が多い。食品偽装や粉飾決算などのわけありの会社も多くある。カジノや売春は、石油に次ぐ収入源。
バンリュー石油に支配される一方、住民がこのような恩恵を受けていることから、恐怖だけで支配をしているという訳ではない。また、盤流の実弟がかつて麻薬のやりすぎで死んだ事から、麻薬だけは禁じられている。

### バンリュー石油
盤流源一郎によって設立された巨大な石油会社。社員は絶大な権力を持ち、社員証1つで全てが合法になるといわれている。また社員というだけで全ての飲食店において無料で飲食が出来るなどの特権が与えられる。
出世は完全実力主義であり、課長などの幹部クラスの社員には高級マンションに高級車、娼婦などの特典が与えられる。平社員と幹部社員の待遇には雲泥の差があり、他の者があるポストに就任した際にはそのポストの前任者は平社員に降格となる。また、上下関係は絶対であり、下の者が上の者に逆らう事は許されない。
スーツの色で社員のランクが決められており、色が薄いほどレベルが高い。比較的レベルの低い警備課は黒いスーツであり、側近である警護課は白いスーツを着用している。
警備部
波布川を部長とし、主に麻薬の売人や侵入者などの捕縛・始末を行う。逮捕された売人達は膳場ら社員に引き渡され、制裁を受ける。犯罪者上がりのチンピラやゴロツキで構成されているため、社員は総じて人相が悪い。黒いスーツを着用しており、バンリュー石油内でのレベルは低い。課長ではプラチナの社員証になる。
一課と二課との間では担当区域の格差などの要因から双方とも対抗意識があり、鉢合わせた際に揉めることもある。
警護課
盤流の側近を務める。白いスーツを着用しており、各部署で選び抜かれた精鋭のみで構成されている。ゴールドの社員証を所持する。
調査部
潜入捜査官（イヌ）が入り込んでいないかなどの調査を行い、盤流に報告する業務を行う。幹部職員はかなりの情報を入手でき、町中の監視カメラを使用できる権限も有している。

### リドーヴァヤ・インペリア
ロシア語で「氷の王国」。レジャナーヤ・カラレーヴァを頭領とするロシアンマフィアがロシア東部で発見した大規模油田の周りに築いた都市であり、ロシア版「合法都市」とも言うべき存在。
ただ合法都市とは違いマフィアが築いた都市なので、住民は一方的に奪われるだけで恵まれてはいない模様。そのため国際社会からは爪弾きにされ、レジャナーヤの石油はどこの国も購入していない。
日本の石油シェアを横取りするためにバンリュー石油を脅したり、交渉決裂後は武力行使をしたりと、元々はマフィアだけあってバンリュー石油以上に手段を選ばない危険な組織である。

### 弾丸ツアー
「強盗後藤」の一味が盤流市を狙って行う「同時多発」強盗。同時刻に市内各地で一斉に銃器を使って強盗を働き、丸一日で金品を奪い撤収することから、この通り名で呼ばれている。前回のツアーでは一般市民にまで犠牲者が出ており、「盤流市の悪夢」として盤流にとって数少ない屈辱の記憶となっている。

## 書誌情報
- 東條仁『合法都市』集英社〈ヤングジャンプ・コミックス〉、全6巻
  1. 2009年4月17日発売、ISBN 978-4-08-877627-9
  2. 2009年7月17日発売、ISBN 978-4-08-877678-1
  3. 2009年10月19日発売、ISBN 978-4-08-877737-5
  4. 2010年1月19日発売、ISBN 978-4-08-877787-0
  5. 2010年4月19日発売、ISBN 978-4-08-877840-2
  6. 2010年5月19日発売、ISBN 978-4-08-877872-3